# Обвалення нависаючого масиву вугілля
Обвалення нависаючого масиву вугілля (рос. обрушение нависающего масива угля, англ. caving of an overhanging coal block, нім. Zubruchwerfen n von überhängendem Kohlenmassiv) – різновид обвалення вугілля. Обвалене вугілля розташовується у виробці під кутом, близьким до кута природного укосу. Вісь порожнини, що утворилася після обвалення, направлена під прямим кутом до лінії простягання пласта і розширена в гирлі. Відносне газовиділення дорівнює або менше різниці між природною газоносністю пласта і залишковою газоносністю обваленого вугілля. Обвалене вугілля має таку ж крупність, що й при звичайній виїмці. Порушення виробничого процесу пов’язане з руйнуванням лінії діючого вибою.
Явище виникає як на газоносних так і негазоносних крутих та круто-похилих пластах. Типові умови виникнення О.н.м.в.: порушення технології управління покрівлею або кріплення масиву вугілля, що нависає. Пласти представлені маломіцним сипким вугіллям, що характеризується невеликим коефіцієнтом тертя між пластом і боковими породами або між окремими пачками пласта. Звичайно виявляється при механічному впливі на пласт або після припинення виїмки. Чинники, що визначають розвиток явища, – вага вугілля, мале зчеплення на контакті між пластом і боковими породами або між окремими пачками пласта. Попереджувальні ознаки, як правило, відсутні, іноді – звукові ефекти в масиві.